# Jean-Paul Aron

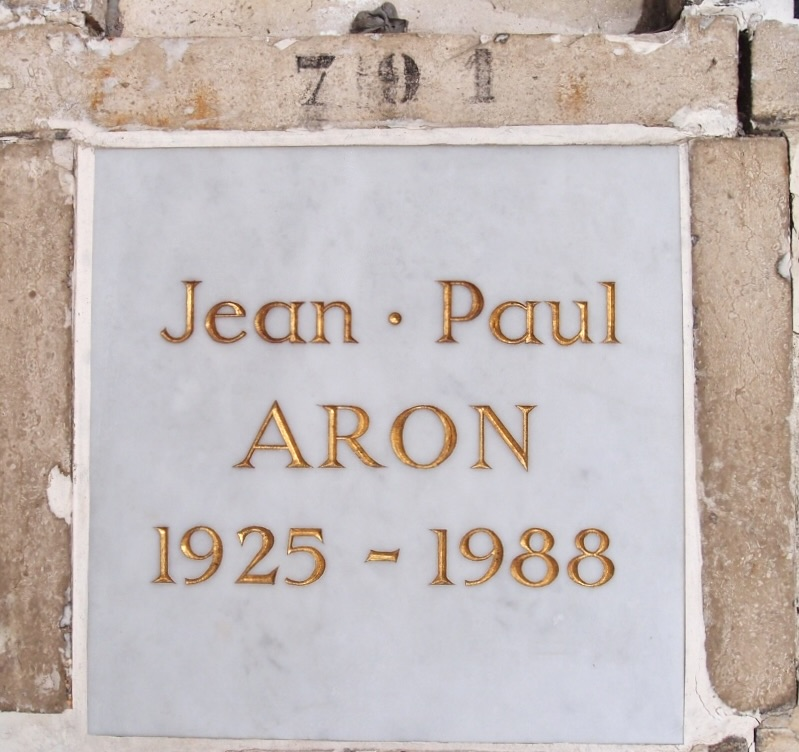
Urnengrab von Jean Paul Aron auf dem Cimetière du Père-Lachaise in Paris

Jean-Paul Aron (* 27. Mai 1925; † 20. August 1988 in Paris) war ein französischer Journalist, Schriftsteller und Philosoph.

## Leben
Aron, ein Neffe des Philosophen und Soziologen Raymond Aron, war nach dem Studium der Philosophie Journalist bei der Wochenzeitung Le Nouvel Observateur. Später war er als Forscher beim Centre national de la recherche scientifique (CNRS) tätig, ehe er von 1977 bis 1988 Direktor für Studien bei der École des Hautes Études en Sciences Sociales (EHESS) war.
Daneben veröffentlichte er Romane, ein Drama und einige Bücher, die sich mit dem gesellschaftlichen Leben in Frankreich sowie mit den moralischen Vorstellungen der Bourgeoisie zu Sexualität und Homosexualität befassten, aber auch mit der Pariser Gastronomie des 19. Jahrhunderts.

## Werke (Auswahl)
- Der sittliche Verfall. Bourgeoisie und Sexualität in Frankreich (Originaltitel Le pénis et la démoralisation de l'occident, 1978) In: Bourgeoisie und Sexualität in Frankreich. Frankfurt am Main 1982, ISBN 3-518-11116-7.
- Der Club der Bäuche. Ein gastronomischer Führer durch das Paris des 19. Jahrhunderts (Originaltitel Le mangeur du XIXe siècle, 1973), ISBN 3-608-93370-0, 1993